# Cratère de la Luizi
Pour les articles homonymes, voir Luizi (homonymie).

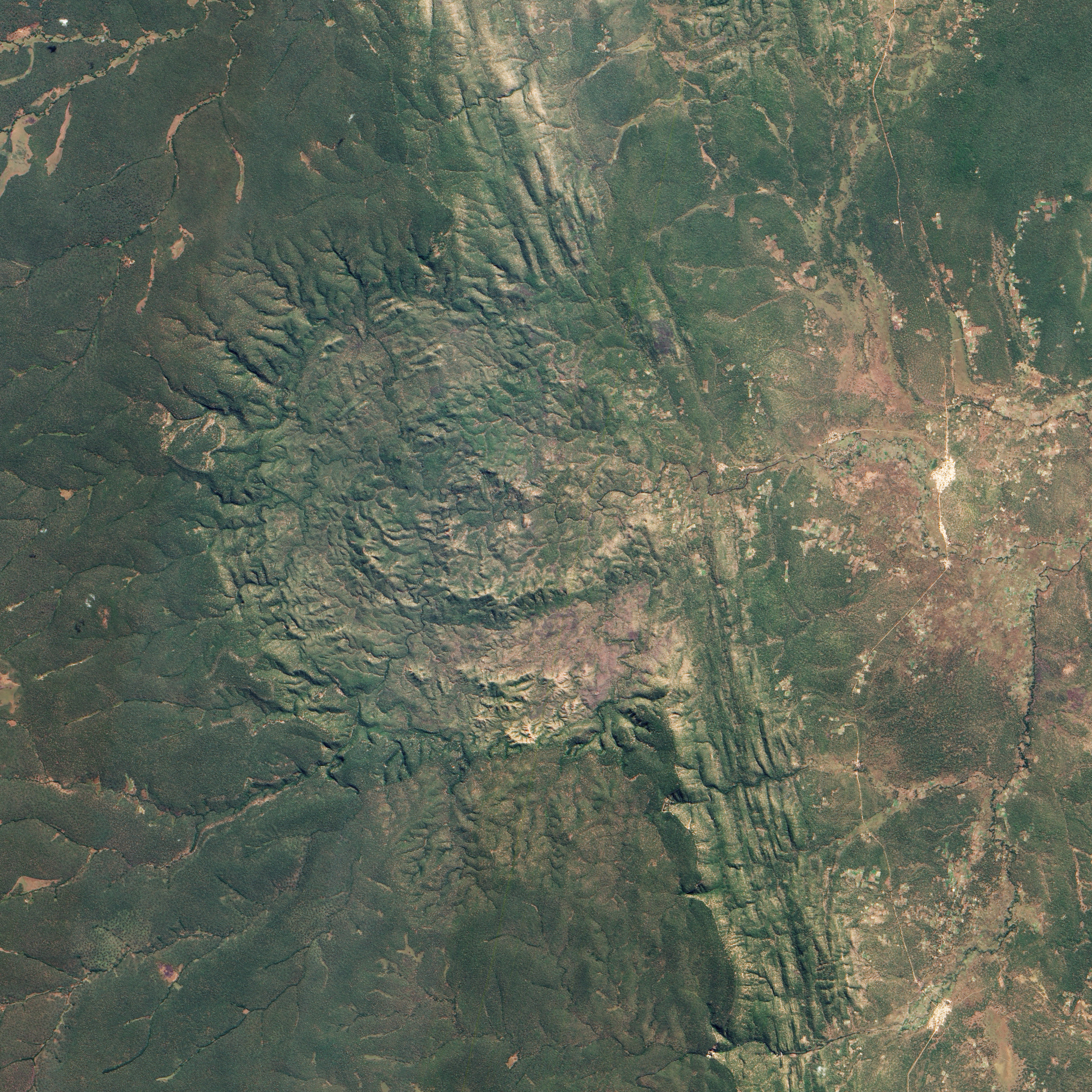
Image satellite du cratère de la Luizi.

Le cratère de la Luizi est un cratère d’impact de météorite situé sur le plateau de Kundelungu dans la province du Haut-Katanga, dans le Sud-Est de la République démocratique du Congo. Le cratère d’un diamètre d’environ 17 km est visible à l’aide d’imagerie satellite, et a été confirmé en 2011 par Ferrière et al. comme étant causé par un impact important. Ce cratère d’impact de météorite complexe est à ce jour le seul reconnu en République démocratique du Congo ou même en Afrique centrale.

## Sources
- (en) Ludovic Ferrière, François R. T. Lubala, Gordon R. Osinski et Pierre K. Kaseti, « The newly confirmed Luizi impact structure, Democratic Republic of Congo—Insights into central uplift formation and post-impact erosion », Geology, vol. 39, no 9,‎ 1er septembre 2011, p. 851–854 (ISSN 0091-7613, DOI 10.1130/G31990.1, lire en ligne, consulté le 17 novembre 2020)
- (en) Victoria Jaggard, « Huge Impact Crater Found in Remote Congo », National Geographic,‎ 9 mars 2011 (lire en ligne)